# Lucas Grolier
Pour les articles homonymes, voir Grolier.
Lucas Grolier, né le 3 février 2000, est un coureur cycliste français.

## Biographie
Lucas Grolier commence le cyclisme en seconde année pupilles au Vélo Club de La Châtaigneraie. Il poursuit sa progression au CR Pouzanges dans les catégories de jeunes. 
En 2018, il se distingue au niveau international en terminant troisième du Tour de Gironde. Il intègre ensuite en 2019 l'équipe Vendée U, centre de formation de la structure Direct Énergie. Principalement équipier, il obtient diverses victoires en deuxième catégorie. Il devient notamment champion départemental de Vendée en 2021. Lucas Grolier ne délaisse pas pour autant les études en suivant une licence STAPS puis un master dans le domaine du sport. 
Lors de la saison 2023, il s'illustre en remportant les deux dernières étapes de la Flèche du Sud. Il s'agit de ses premiers succès obtenus dans une course inscrite au calendrier de l'UCI. 

## Palmarès
- 2018
  - Champion de Vendée juniors
  - Week-End Béarnais :
    - Classement général
    - 2e et 3e étapes

  - 2e du Grand Prix Fernand-Durel
  - 2e du Signal d'Écouves
  - 3e du Tour de Gironde
  - 3e du Trophée Sébaco
- 2021
  - Champion de Vendée en 2e catégorie
  - Tour des Essarts[4]
  - Nocturne de Poitiers
- 2022
  - 3e de Redon-Redon
- 2023
  - Champion des Pays de la Loire
  - 3e et 4e étapes de la Flèche du Sud
- 2024
  - 2e de Manche-Atlantique

### Classements mondiaux
| Année                                 | 2023  |
| ------------------------------------- | ----- |
| Classement mondial                    | 1765e |
|                                       |       |
| Légende : nc = non classéSource : UCI |       |